# Rock Machine
Rock Machine, auch The Rock Machine M.C. ist eine Outlaw Motorcycle Gang mit sechs kanadischen, sechs US-amerikanischen, acht australischen sowie vier deutschen Chaptern. Der Motorcycle Club wurde 1986 von Salvatore Cazzetta gegründet, einem früheren Freund von Maurice Boucher, Präsident des Hells-Angels-Charters in Québec. Rock Machine stand im Mittelpunkt eines erbitterten Rockerkrieges mit den Hells Angels in den 1990er Jahren um den Drogenmarkt in Montreal. Weitere Gangs waren in den siebenjährigen Konflikt verwickelt, in dem es zu 160 Toten und zahllosen Verletzten kam.
Nachdem Rock Machine zahlenmäßig unterlegen war, wurde der Club im Januar 2000 zu einem „Probationary Chapter“ der Bandidos. 2007 wurde Rock Machine wieder unabhängig. Der neu formierte Club behauptet keine kriminellen Aktivitäten mehr zu verfolgen und nur noch ein Club begeisterter Motorradfahrer zu sein.

## Vorgeschichte
1982 waren Salvatore Cazzetta und Maurice Boucher Mitglieder einer Motorradgang der White-Supremacy-Bewegung, die sich selbst „SS“, als Anspielung auf die SS nannte. Als Anführer dieser in Pointe-aux-Trembles auf der Île de Montréal beheimateten Gang sollten beide Mitglieder der Hells Angels werden. Doch als im März 1985 fünf Hells-Angels-Mitglieder im Streit um die Veruntreuung von Drogengeldern in Lennoxville hinterhältig ermordet wurden, entzweiten sich die beiden ehemaligen Freunde. Während Boucher bei den Hells Angels rasch aufstieg, gründete Cazetta zusammen mit seinem Bruder Giovanni Rock Machine. Anders als die Hells Angels trugen Rock Machine keine Kutten, um sich untereinander kenntlich zu machen, sondern trugen Ringe mit einem Adler als Geheimzeichen. Rock Machines Clubmotto ist: „À la vie à la mort“. Mittlerweile wird ein Adlerkopf als offizielles Logo geführt.
Zunächst herrschte Frieden zwischen den beiden Motorradclubs. Polizeibeamte glaubten, dies lag vor allem an Cazzettas Verbindungen zur Mafia in Québec.

## Rockerkrieg von Québec
1994 wurde Cazzetta auf einer Pitbull-Aufzuchtstation festgenommen, als er 11 Tonnen Kokain importiert haben soll. Nachdem Cazzetta so eine Zeit lang aus dem Verkehr gezogen war, begannen die Hells Angels Druck auf den wesentlich kleineren Club auszuüben. Dabei ging es vor allem um die Kontrolle des Drogenmarkts in Montreal. Rock Machine gründete daraufhin eine „The Alliance“ (dt. ‚die Allianz‘) genannte Vereinigung, die Beziehungen zur kanadischen Mafia unterhielt und eine Reihe von unabhängigen Dealern umfasste.
Boucher benutzte sogenannte „Puppet Clubs“, Marionettenclubs, die als Stellvertreter für die Hells Angels kämpften. Am 14. Juli 1994 wurden zwei Mitglieder dieser Clubs von Verbündeten von Rock Machine erschossen. Ein brutaler Straßenkrieg, der sieben Jahre andauern sollte, fand so seinen Anfang.
Im August desselben Jahres starb der 11 Jahre alte Daniel Desrochers bei der Detonation einer gegen Rock Machine gerichteten Autobombe, die per Fernsteuerung gezündet wurde. Einen Monat später wurde das erste Vollmitglied der Hells Angels auf dem Parkplatz eines Einkaufszentrums erschossen. Als Vergeltungsmaßnahmen wurden am Tag seiner Beerdigung in der Umgebung neun Bomben gezündet.

### Bandidos
Auf Grund dieser lang anhaltenden Auseinandersetzung arrangierte sich Rock Machine mit den Bandidos in Texas. 2000 wurde Rock Machine in einem „Patch Over“ Teil der Bandidos und war sieben Jahre Teil dieses Clubs. Während dieser Zeit schlossen sich viele Rock-Machine-Mitglieder ihren früheren Feinden von den Hells Angels an, da nicht alle Mitglieder Vollmitglied bei den Bandidos geworden waren, darunter Paul Porter, Nelson Fernandes und Bruce Doran. Diese wurden Teil eines Nomads-Charter der Hells Angels von Québec. Fernandes starb jedoch wenige Monate später an Krebs, und Doran gab seine Colours zurück, so dass nur Porter länger in der Rockerszene aktiv blieb. Allerdings vermuten einige Mitarbeiter von Bundesbehörden, dass Doran immer noch als Rocker aktiv ist und seinen Rückzug nur als Tarnung angekündigt habe.

## Bruch mit den Bandidos und Neuanfang
Am 8. April 2006 kam es zum sogenannten „Shedden-Massaker“, bei dem acht Bandidos von Mitgliedern ihrer eigenen Bande getötet wurden. Die Leichen wurden auf einer Farm in Shedden in der Provinz Ontario gefunden. Die nachfolgenden Ermittlungen führten zur Auflösung des Bandidos-Chapters in Kanada im Oktober 2007. Zwar versuchten einige Bandidos Mitglieder zu bleiben, doch die Beziehungen zwischen ihnen und den US-amerikanischen Chaptern war erschüttert. Insbesondere misstrauten die Kanadier den US-amerikanischen Bandidos hinsichtlich der Beteiligung und deren Rolle bei den Morden.
The Rock Machine gab seine Neugründung im April 2008 bekannt, als sich einige desillusionierte und wütende Ex-Bandidos trafen und die Rock Machine Canada Nomads gründeten. Ursprünglich nur als Provokation gegenüber den US-Bandidos und deren nationalem Präsident Jeffrey Pike gedacht, entwickelte die Reaktivierung eine Eigendynamik und Rock Machine verbreitete sich in Kanada, den Vereinigten Staaten und Australien. Mittlerweile sind auch vier Chapter in Deutschland vertreten.  Mit der Neugründung sollten auch die kriminellen Aktivitäten eingestellt werden. Der Club behält sich mittlerweile vor, straffällig gewordene Mitglieder auszuschließen.
Am 21. Juli 2011 betraten zehn Mitglieder einen Stripclub in Montreal, der zu den Hells Angels gehört. Die symbolische Geste ließ verschiedene Gerüchte über eine Neuauflage des Bikerkriegs entstehen, der bisher aber nicht Realität wurde.

## Deutschland
2010 strebte man ein eigenes Chapter in Deutschland an und diesbezüglich wurden Verhandlungen mit den Australiern aufgenommen. Noch im gleichen Jahr wurde ein Probationary-Chapter errichtet, das schließlich 2011 zum ersten offiziellen Chapter des MCs wurde. Es gründeten sich daraufhin noch vier weitere Chapter.
Nach einer Schießerei in der Türsteherszene in Neu-Ulm am 16. Dezember 2012 mit einem Toten und einem Schwerverletzten wurden die Täter als Mitglieder des Rock Machine MC identifiziert. Zuvor gab es bereits eine weitere Auseinandersetzung zwischen Anhängern der Rock Machine und dem Chapter der Bandidos, das in Ulm ansässig ist. Die Mitglieder des Chapters sind mittlerweile nicht mehr im MC.
Der Rock Machine MC in Deutschland ist zerstritten, so übernahm ein hinausgeworfenes Mitglied die offizielle Seite des Clubs und postet in dessen Namen. Ein anderes ehemaliges Mitglied hat einen eigenen Club mit dem Namen Rock Machine gegründet, das ein falsches Logo (blaues statt rotes Auge) trägt.

## Symbole
- 08 in einer Raute: steht für die Neugründung 2008
- A.L.V.A.L.M.:  À la vie à la mort = „Wie im Leben, so im Tod“ (Clubmotto)
- Colour: Das Colour des Clubs ist ein schwarz-platin Adlerkopf mit einem roten Auge.
- Founding Father: Gründer des MCs auf einem Kontinent.
- National President: Rock Machine führt einen Länderpräsidenten.
- Nomads: im Gegensatz zu den anderen Clubs sind die Nomads bei Rock Machine besonders privilegiert. Es handelt sich dabei um die „Offiziere“ des Clubs. Sie können einem Chapter angehören.
- No Surrender Crew: In den Jahren, in denen Rock Machine offiziell aufgelöst war, existierte in Kanada eine Art Geheimbund ohne Kutte und nicht als MC.
- RMF – FRM: Rock Machine Forever – Forever Rock Machine
- World Chapter: Fünf Männer leiten derzeit die sogenannten World-Chapter, die nach Kontinenten aufgeteilt sind. Diese Mitglieder tragen einen goldenen Adler.